# Walentina Alexandrowna Schulina
Walentina Alexandrowna Schulina, bis 1979 Walentina Alexandrowna Jermakowa, (russisch Валентина Александровна Жулина (Ермакова); * 15. Juni 1953 in Mumra, Oblast Astrachan) ist eine ehemalige sowjetische Ruderin.  
Die 1,76 m große Walentina Jermakowa von Trud Astrachan gewann ihre erste internationale Medaille bei den Weltmeisterschaften 1974, als sie mit dem sowjetischen Achter den zweiten Platz hinter dem DDR-Achter erreichte. Bei den Weltmeisterschaften 1978 ruderte sie in dem sowjetischen Achter, der nach drei Siegen des Bootes aus der DDR den ersten Titel in dieser Bootsklasse für die Sowjetunion gewann. Im Jahr darauf konnte der sowjetische Achter den Titel verteidigen. Bei den Olympischen Spielen in Moskau unterlag der sowjetische Achter gegen den Achter aus der DDR, der bei den Weltmeisterschaften 1978 und 1979 die Silbermedaille gewonnen hatte. 